# 寿城区民運動場駅
寿城区民運動場駅（スソングミンウンドンジャンえき）は、大韓民国大邱広域市寿城区にある大邱交通公社（DTRO）3号線の駅である。駅番号は335。

## 駅構造
相対式ホーム2面2線の高架駅。
のりば
※のりば番号の設定は無し。
| 上り | ●大邱都市鉄道3号線 | 寿城市場・大鳳橋・漆谷慶大病院方面 |
| 下り | ●大邱都市鉄道3号線 | オリニセサン・黄金・龍池方面       |

## 駅周辺
- 泛漁1洞住民センター
- 大邱地方雇用労働庁
- 寿城区民運動場
- 大邱東山初等学校
- 大邱東都初等学校
- 泛漁公園
- 新韓銀行泛漁支店
- 女性メディパーク病院
- 泛漁ユリムノルウェイの森
- ホテル ラオンジェナ（호텔 라온제나）

## 歴史
- 2015年4月23日: 3号線の開業とともに開業。

## 隣の駅
大邱交通公社
●3号線
寿城市場駅 (334) - 寿城区民運動場駅 (335) - オリニセサン駅 (336)